# Lista de condados de Ohio

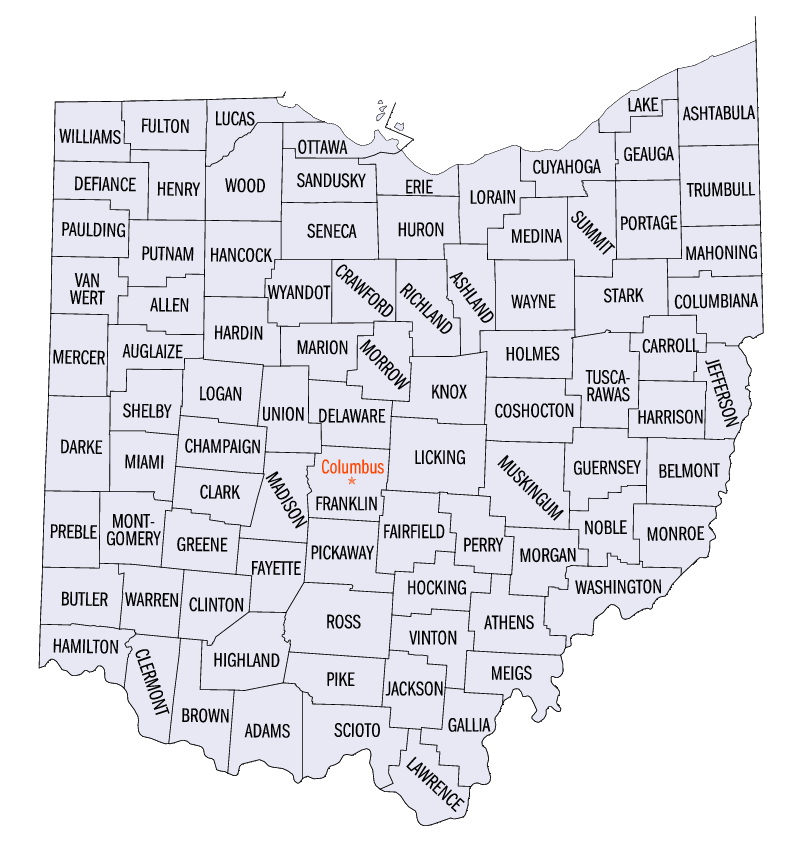
Mapa dos 88 condados de Ohio.

Esta é uma lista de condados do estado de Ohio, nos Estados Unidos.

## A
- Condado de Adams
- Condado de Allen
- Condado de Ashland
- Condado de Ashtabula
- Condado de Athens
- Condado de Auglaize

## B
- Condado de Belmont
- Condado de Brown
- Condado de Butler

## C
- Condado de Carroll
- Condado de Champaign
- Condado de Clark
- Condado de Clermont
- Condado de Clinton
- Condado de Columbiana
- Condado de Coshocton
- Condado de Crawford
- Condado de Cuyahoga

## D
- Condado de Darke
- Condado de Defiance
- Condado de Delaware

## E
- Condado de Erie

## F
- Condado de Fairfield
- Condado de Fayette
- Condado de Franklin
- Condado de Fulton

## G
- Condado de Gallia
- Condado de Geauga
- Condado de Greene
- Condado de Guernsey

## H
- Condado de Hamilton
- Condado de Hancock
- Condado de Hardin
- Condado de Harrison
- Condado de Henry
- Condado de Highland
- Condado de Hocking
- Condado de Holmes
- Condado de Huron

## J
- Condado de Jackson
- Condado de Jefferson

## K
- Condado de Knox

## L
- Condado de Lake
- Condado de Lawrence
- Condado de Licking
- Condado de Logan
- Condado de Lorain
- Condado de Lucas

## M
- Condado de Madison
- Condado de Mahoning
- Condado de Marion
- Condado de Medina
- Condado de Meigs
- Condado de Mercer
- Condado de Miami
- Condado de Monroe
- Condado de Montgomery
- Condado de Morgan
- Condado de Morrow
- Condado de Muskingum

## N
- Condado de Noble

## O
- Condado de Ottawa

## P
- Condado de Paulding
- Condado de Perry
- Condado de Pickaway
- Condado de Pike
- Condado de Portage
- Condado de Preble
- Condado de Putnam

## R
- Condado de Richland
- Condado de Ross

## S
- Condado de Sandusky
- Condado de Scioto
- Condado de Seneca
- Condado de Shelby
- Condado de Stark
- Condado de Summit

## T
- Condado de Trumbull
- Condado de Tuscarawas

## U
- Condado de Union

## V
- Condado de Van Wert
- Condado de Vinton

## W
- Condado de Warren
- Condado de Washington
- Condado de Wayne
- Condado de Williams
- Condado de Wood
- Condado de Wyandot